# Räffelbent dvärgtyrann
Räffelbent dvärgtyrann (Acrochordopus burmeisteri) är en fågel i familjen tyranner inom ordningen tättingar.

## Utseende och läte
Räffelbent dvärgtyrann är en liten tyrann, mycket lik andra dvärgtyranner, men med noterbart trubbig näbb med mycket ljus näbbrot. Jämfört med andra dvärgtyranner är den också trögare i rörelserna och sitter mer vågrätt. Jämfört med vitpannad dvärgtyrann är den mer enfärgad, med endast lite eller inget grått i hjässan. Bland lätena hörs vassa visslingar, enstaka eller i serier. 

## Utbredning och systematik
Fågeln förekommer i östra Paraguay, norra Argentina och sydöstra Brasilien. Den behandlas som monotypisk, det vill säga att den inte delas in i några underarter.

## Levnadssätt
Räffelbent dvärgtyrann hittas i skogar. Där håller den sig uppe i trädkronorna, högre upp än andra liknande dvärgtyranner.

## Status och hot
Arten har ett stort utbredningsområde, men tros minska i antal, dock inte tillräckligt kraftigt för att den ska betraktas som hotad. Internationella naturvårdsunionen IUCN listar arten som livskraftig (LC).

## Namn
Fågelns vetenskapliga artnamn hedrar Hermann Burmeister (1807-1892), tysk zoolog och entomolog bosatt i Argentina 1861-1892 samt upptäcktsresande och samlare av specimen i Brasilien 1850-1852 och Argentina 1857-1860. Fram tills nyligen kallades den Burmeisters dvärgtyrann även på svenska, men justerades 2022 till ett mer informativt namn av BirdLife Sveriges taxonomikommitté.